# Agrilus paraimpexus
Agrilus paraimpexus es una especie de insecto del género Agrilus, familia Buprestidae, orden Coleoptera.
Fue descrita científicamente por Hespenheide, 2007.